# Salish-Klasse
Die Salish-Klasse ist eine Klasse von Doppelendfähren der kanadischen Reederei BC Ferries.

## Geschichte
Der Schiffstyp wurde von Remontowa Marine Design & Consulting als Projektnummer 2990 „Double Ended Ferry 145 AEQ“ entworfen.
Drei Einheiten wurden im Juli 2014 von BC Ferries bei der polnischen Werft Remontowa Shipbuilding bestellt. Der Bau der Schiffe begann mit dem ersten Stahlschnitt für die erste Einheit im Januar 2015. Der erste Stahlschnitt für die folgenden beiden Einheiten erfolgte im April bzw. Juli 2015. Die Baukosten der Schiffe beliefen sich auf 165 Mio. CAD.
Die Schiffe wurden zwischen November 2016 und April 2017 fertiggestellt und legten die rund 10.500 Seemeilen lange Strecke von der Bauwerft in Polen bis zu ihrem Einsatzgebiet in Kanada anschließend auf eigenem Kiel zurück. Die Indienststellung der Fähren erfolgte zwischen Mai und August 2017. Die Fähren ersetzten die bereits über 50 Jahre alten Fähren Queen of Burnaby bzw. Queen of Nanaimo.
Anfang November 2019 wurde für 92 Mio. CAD eine weitere Einheit der Salish-Klasse bestellt, die im Dezember 2021 fertiggestellt und anschließend nach Kanada überführt wurde. Sie wird auf der Route Swartz Bay–Southern Gulf Islands eingesetzt und ersetzte dort die Mayne Queen
Die Namensgebung erfolgte zu Ehren der Küsten-Salish und nach der Salish Sea im Süden von Vancouver Island.

## Beschreibung
Die Schiffe werden diesel-/gaselektrisch angetrieben. Für die Stromerzeugung stehen drei von Dual-Fuel-Achtzylinder-Motoren des Typs Wärtsilä 8L20DF mit jeweils 1.380 kW Leistung angetriebene Generatoren von Wärtsilä/Marelli zur Verfügung. Die Generatorsätze sind in zwei Maschinenräumen untergebracht. Die Motoren können mit Dieselkraftstoff oder Flüssigerdgas betrieben werden. Die Tanks für das Flüssigerdgas befinden sich zwischen den beiden Maschinenräumen. Weiterhin wurde ein Notgenerator mit 350 kW Leistung verbaut.
Für die Propulsion stehen zwei von Elektromotoren von Wärtsilä/Marelli angetriebene Propellergondeln mit Twin-Propellern des Typs Schottel STP 460 an den beiden Enden der Fähren zur Verfügung. Die Ruderpropeller mit Festpropellern werden von Elektromotoren mit 1750 kW Leistung angetrieben.
Der Betrieb der Fähren mit Flüssigerdgas führt zu einer deutlichen Senkung des Ausstoßes von Schwefeldioxid und Stickoxide im Vergleich zum Betrieb mit Dieselkraftstoff. Außerdem entstehen bei der Verbrennung von Flüssigerdgas weniger Kohlendioxid und kaum Feinstaub.
Die Schiffe sind für den Betrieb mit 16 Besatzungsmitgliedern ausgelegt. Die Gesamtkapazität beträgt 600 Personen, so dass die Schiffe 584 Passagiere befördern können.
Die Schiffe sind mit zwei Fahrzeugdecks ausgestattet, einem durchlaufenden Fahrzeugdeck auf dem Hauptdeck und einem weiteren, unter dem Hauptdeck liegenden Fahrzeugdeck. Die Fahrzeugdecks sind mit jeweils zwei Rampen an den beiden Enden miteinander verbunden. Die Rampen lassen sich hydraulisch verschließen. Auf den Fahrzeugdecks stehen auf jeweils acht Fahrspuren insgesamt 842 Spurmeter zur Verfügung. Die Fahrzeugkapazität der Fähren ist mit 138 Pkw angegeben. Auf dem Hauptdeck können auch Lkw und Busse befördert werden. Das Hauptdeck ist an den beiden Enden nach oben offen. Im mittleren Bereich ist es von den Decksaufbauten überbaut. Die nutzbare Höhe auf dem Hauptdeck beträgt 4,75 Meter, die auf dem darunter liegenden Fahrzeugdeck 2,9 Meter. Das Hauptdeck ist an beiden Enden mit einem hydraulisch nach oben öffnenden Visier verschlossen.
Oberhalb des Hauptdecks befindet sich das Deck mit den Passagiereinrichtungen, darunter eine Lounge mit 304 Sitzen, ein Cafe mit 160 Sitzen, ein Kiosk und eine Kinderspielecke. An das geschlossene Deck schließen sich offene Deckbereiche an. Darüber befindet sich ein weiteres, offenes Sonnendeck. In der Mitte der Schiffe befinden sich drei weitere Decks mit den Einrichtungen für die Schiffsbesatzung, darunter 16 Einzelkabinen sowie dem Steuerhaus. Die Fähren sind für Notfälle mit zwei Schiffsevakuierungssystemen und Rettungsinseln ausgerüstet.

## Schiffe
| Salish-Klasse | Salish-Klasse | Salish-Klasse | Salish-Klasse                   |
| Bauname       | Baunummer     | IMO-Nummer    | Fertigstellung Indienststellung |
| ------------- | ------------- | ------------- | ------------------------------- |
| Salish Orca   | 615/1         | 9750270       | November 2016 16. Mai 2017      |
| Salish Eagle  | 615/2         | 9750282       | Februar 2017 21. Juni 2017      |
| Salish Raven  | 615/3         | 9750294       | April 2017 3. August 2017       |
| Salish Heron  | 615/4         | 9905746       | Dezember 2021 Mai 2022          |

Die Schiffe fahren unter der Flagge Kanadas. Heimathafen ist Victoria.
Die Salish Orca ersetzte die Queen of Burnaby auf der Route Powell River–Comox. Die Salish Raven ersetzte die Queen of Nanaimo auf der Route Tsawwassen–Southern Gulf Islands. Die Salish Eagle dient zur Verstärkung des Angebotes auf den Strecken zu den Southern Gulf Islands und als Ersatzfähre.